# Österreichischer Familienbund
Der Österreichische Familienbund wurde 1951 als offiziell überparteiliche und interkonfessionelle Plattform zur Vertretung der Interessen von Familien gegründet. Er ist konservativ-katholisch geprägt und steht der Österreichischen Volkspartei nahe.

## Organisation
Der Verein mit Sitz in St. Pölten gliedert sich in neun Landesverbände und ist in folgenden politischen Gremien mit Sitz und Stimme vertreten:
- Familienpolitischer Beirat des Familienministeriums
- Elternbeirat des Unterrichtsministeriums sowie
- in den entsprechenden Beiräten in den Bundesländern

Im November 2023 wurde Johanna Jachs als Nachfolgerin von Bernhard Baier zur Präsidentin des Familienbundes gewählt.

## Ziele
Die Familie als Keimzelle und Ursprung jeder menschlichen Gemeinschaft darf nicht gleichbedeutend mit Armut, sozialer Ausgrenzung sein oder als Almosenempfänger gelten. Familien mit Kindern müssen wieder integrativer Bestandteil der Gesellschaft sein und als besonderer Wert angesehen werden.

## Das Programm des Familienbundes
Sicherung einer zeitgemäßen Lebensqualität aller Familien durch Beihilfen, im Sinne eines Ausgleichs zwischen „jenen die Kinder haben und jenen, die keine Kinder haben, aber bewusst oder unbewusst Nutzen daraus ziehen, dass andere welche haben.“ Rechtsgrundlage ist das „Familienausgleichsgesetz von 1954“. Im Folgenden sind die Punkte des Programms des Österreichischen Familienbundes angeführt:
- Bessere Vereinbarkeit von Familie und Beruf durch ein Kinderbetreuungsgeld, vermehrte Teilzeitangebote und individuelle auf die Bedürfnisse der Kinder abgestimmte Kinderbetreuungsmöglichkeiten
- Familiengerechte Steuerbemessung durch Berücksichtigung der Familiengröße und des Einkommens
- Pensionsbegründende Anrechnung der Kindererziehungszeiten
- Gesellschaftliche Anerkennung von Familien als Basis eines funktionierenden Staates
- Soziale und finanzielle Hilfe für Familien bei Ehe- und Familienkonflikten, Erziehungs- und Schulschwierigkeiten.